# Pragser Wildsee
Der Pragser Wildsee (italienisch Lago di Braies) ist ein Bergsee im Pragser Tal in der Südtiroler Gemeinde Prags. Er liegt wenige Kilometer südlich des Hochpustertals zwischen Bruneck und Toblach in den Pragser Dolomiten. Er ist Teil des Naturparks Fanes-Sennes-Prags und ein geschütztes Naturdenkmal.

## Topographie
Der See liegt auf 1494 m s.l.m. Höhe und hat eine Wasserfläche von 31 Hektar. Er ist durchschnittlich 17 Meter tief und weist eine maximale Tiefe von 36 Metern auf. Der geologische Ursprung des Sees ist auf die Entstehung eines natürlichen Staudammes infolge eines Murenabgangs zurückzuführen.
Der See wird beherrscht vom imposanten Massiv des Seekofels (2810 m). Der See ist Ausgangspunkt des Dolomiten-Höhenweges Nr. 1.

## Sage und Dichtung
In der Südtiroler Sagenwelt spielt der See ebenfalls eine Rolle. Von ihm aus konnten mit dem Boot die unterirdischen Teile des Reiches der Fanes erreicht werden. Das inzwischen verschüttete Tor zur Unterwelt soll am Südende des Sees Richtung Seekofel gelegen haben, weshalb dieser auf Ladinisch Sass dla Porta (Torberg) heißt.
Hermann von Gilm widmete sein 1863 publiziertes, patriotisch gestimmtes Gedicht Der alte Schütz am Pragser See den Naturschönheiten des Wildsees.

## Geschichte
Das Toponym wird als See in Prags in einer Grenzbeschreibung des Landgerichts Welsberg aus dem Jahr 1501 ersturkundlich genannt.
Die touristische Erschließung des Sees nahm erst 1899 an Fahrt auf. In diesem Jahr wurde die Eröffnung des direkt am Seeufer stehenden Grandhotel Pragser Wildsee gefeiert, das vom Architekten Otto Schmid für den aus Niederdorf stammenden Eduard Hellenstainer und dessen Mutter Emma Hellenstainer geplant worden war. Der Bau eines Hotels am Pragser Wildsee war zunächst nicht unumstritten gewesen. Der Grazer Universitätslehrer und Alpinist Viktor Wolf von Glanvell, der in den 1880er Jahren als Stammgast in Prags seine Sommerferien verbracht hatte, hatte sich 1891 mit anderen Unterzeichnern in einer Erklärung „allen Wirten und Speculanten zum Trotze“ gegen die Errichtung eines Hotels am idyllisch gelegenen Bergsee ausgesprochen. 1904 wurde der Hotelbau durch die ebenfalls nach Plänen Schmids verwirklichte Marienkapelle ergänzt.
Rund um das Hotel spielte sich Ende April, Anfang Mai 1945 ein wichtiges Ereignis des Zweiten Weltkriegs ab. Seit Ende 1944 ließ der „Reichsführer SS“ Heinrich Himmler in Abstimmung mit dem Chef des Reichssicherheitshauptamts (RSHA), Ernst Kaltenbrunner, die prominentesten politischen Häftlinge des NS-Staats aus den deutschen Konzentrationslagern zunächst in das KZ Dachau und im April 1945 schließlich nach Niederdorf im Südtiroler Pustertal bringen. Die SS-Wachmannschaften hatten Befehl, die Gefangenen nicht lebend in Feindeshand geraten zu lassen. Durch das mutige Handeln des Offiziers der Wehrmacht Wichard von Alvensleben konnten die schließlich im Hotel Pragser Wildsee untergebrachten Gefangenen dort am 4. Mai 1945 von der US-Armee befreit werden.

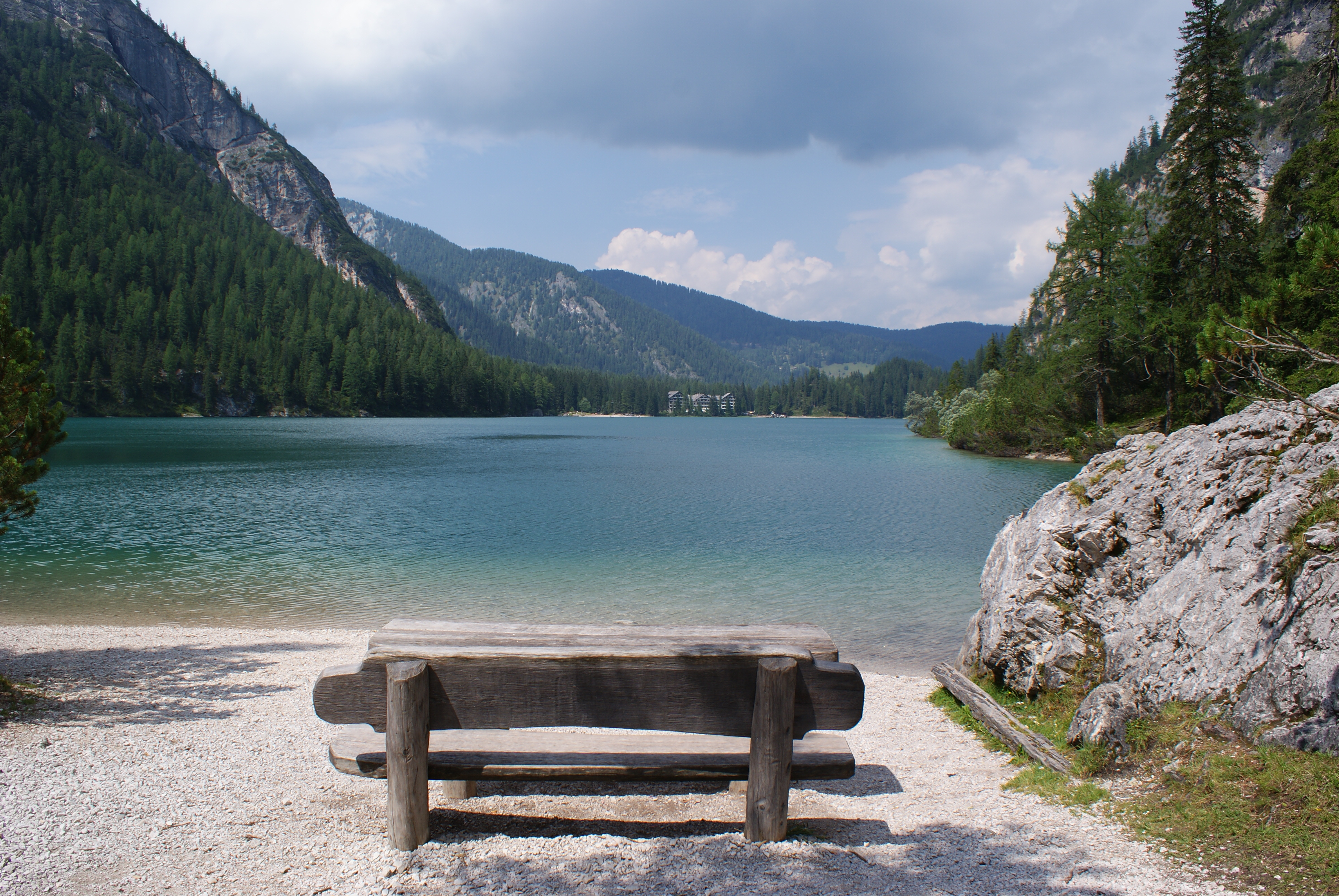
Blick nach Norden zum Hotel „Pragser Wildsee“

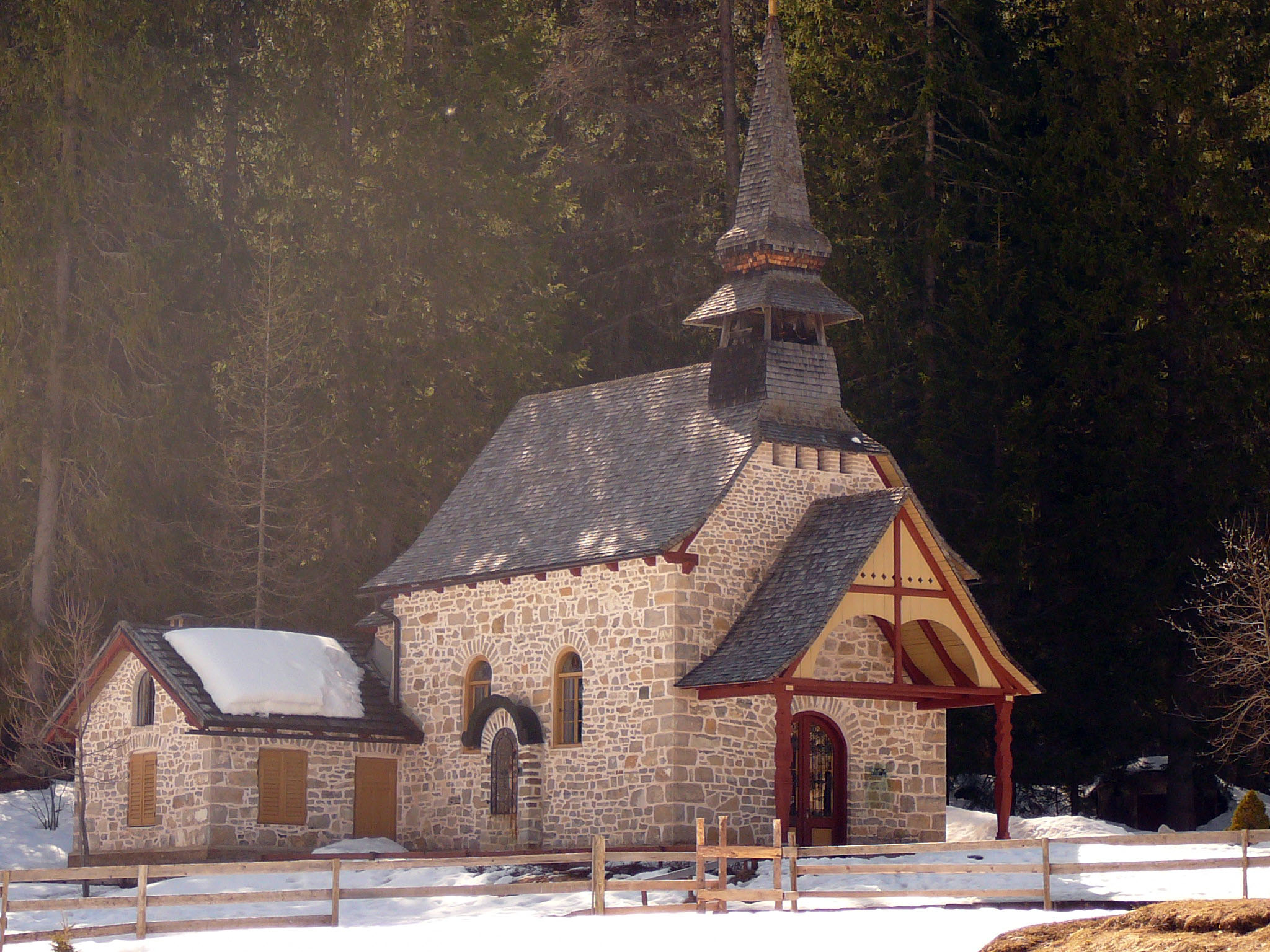
Marienkapelle von Otto Schmid, neben dem Hotel „Pragser Wildsee“

Der Hintergrund: Nach dem Waffenstillstand von Cassibile vom 8. September 1943 zwischen den Westalliierten und Italien hatte das Deutsche Reich Südtirol und Teile Norditaliens sowie des heutigen Sloweniens (also den ehemals österreich-ungarischen Herrschaftsbereich) als „Operationszonen“ de facto annektiert. Neben Südtirol und dem Trentino gehörte die Provinz Belluno zur „Operationszone Alpenvorland“ und war wie das Friaul, Julisch Venetien, Istrien und Dalmatien („Operationszone Adriatisches Küstenland“) der Hoheit des faschistischen Marionettenstaats Repubblica Sociale Italiana entzogen. Ein Teil der NS-Führung hoffte, die Alpen, propagandistisch zur sogenannten „Alpenfestung“ hochstilisiert, von Bayern bis ins Trentino gegen die vorrückenden Alliierten verteidigen zu können. Himmler, der in den letzten Wochen und Monaten des NS-Regimes seine eigene Geheimdiplomatie vor allem in Richtung der Amerikaner betrieb, und Kaltenbrunner glaubten, sich durch Erpressung eine günstige Verhandlungsposition gegenüber den Alliierten verschaffen zu können. Die insgesamt 139 sogenannten Sippen- und Sonderhäftlinge aus siebzehn europäischen Nationen sollten dafür als Geiseln eingesetzt werden.
Unter den prominenten Gefangenen befanden sich der ehemalige österreichische Bundeskanzler Kurt von Schuschnigg mit Frau und Tochter, der frühere französische Ministerpräsident Léon Blum mit Ehefrau, Hitlers früherer Reichswirtschaftsminister Hjalmar Schacht, der britische Geheimagent Sigismund Payne Best, der ehemalige ungarische Ministerpräsident Miklós Kállay, der Oberbefehlshaber des griechischen Heeres, General Alexandros Papagos mit seinem gesamten Generalstab, der französische Bischof von Clermont-Ferrand, Gabriel Piguet, der evangelische Pastor Martin Niemöller, sowie Familienangehörige des Hitler-Attentäters Oberst Claus Schenk Graf von Stauffenberg.
Die Geiselpläne scheiterten. Ein deutscher Offizier, Hauptmann Wichard von Alvensleben, hatte von dem Gefangenentransport erfahren und ließ am 30. April 1945 die Gefangenen in Niederdorf im Pustertal von einem Wehrmacht-Stoßtrupp aus der Gewalt der SS befreien. Noch am selben Tag wurden die Häftlinge ins nahegelegene Hotel Pragser Wildsee gebracht, wo sie von der Hotelbesitzerin Emma Heiss-Hellenstainer versorgt wurden. Am 4. Mai 1945 traf die US-Armee im Hotel ein und nahm die deutschen Soldaten gefangen. Die Amerikaner führten die befreiten Häftlinge in zwei Konvois am 8. und 10. Mai weiter über Verona nach Neapel und auf die Insel Capri. Erst nach weiteren Verhören bekam ein Teil der Befreiten schließlich die Erlaubnis zur Heimkehr, während ein anderer Teil in Kriegsgefangenschaft ging.
Heute befindet sich in dem Hotel, in dem sich jedes Jahr um den 20. Juli herum Angehörige Stauffenbergs und anderer Widerstandskämpfer treffen, das Zeitgeschichtsarchiv Pragser Wildsee, das die Erinnerung an das Geschehen im April und Mai 1945 wachhalten soll.
Das Zeitgeschichtsarchiv Pragser Wildsee ist das erste Archiv, das sich  ganzheitlich der Geiselnahme von 1945 widmet. Um das historisch wertvolle Archivmaterial  für die Nachwelt zu sichern, wurde es aus der gesamten Welt zusammengetragen und ist nun im Hotel Pragser Wildsee untergebracht.

## Natur
Der See ist Teil des Naturparks Fanes-Sennes-Prags, in dem viele verschiedene Schmetterlingsarten wie z. B. der Ameisenbläuling, der Alpenapollo oder der Trauerfalter, aber auch Vögel wie der Sperlingskauz, der Schwarzspecht und der Grauspecht vorkommen, die sich auch direkt am See beobachten lassen.
Im See gibt es Lachsforellen, Seeforellen und Bachforellen sowie Seesaiblinge und Elritzen, weswegen hier der Angelsport betrieben wird. Der südtirolerische Fischereiverein FIPSAS hat hier das Fischereirecht und gibt Tageskarten aus.

## Tourismus
Der Pragser Wildsee ist Teil des UNESCO-Welterbe Dolomiten und heute einer der meistbesuchten Seen in Südtirol, auch wenn sich dort abgesehen vom immer noch bestehenden historischen Hotel, einem Bootshaus und einigen Wanderwegen praktisch keine touristischen Infrastrukturen befinden. Unter anderem war der See Drehort der italienischen Erfolgsserie Die Bergpolizei mit Terence Hill. Die Serie lockte zahlreiche italienische Tagestouristen zum See. Im Hochpustertal ist der Pragser Wildsee eines der beliebtesten Ausflugsziele. Vor allem die Seeumrundung ist ein beliebter Nachmittagsausflug für Einheimische und Touristen. Außerdem ist der Bergsee Ausgangspunkt für viele Wanderungen und Bergtouren der Pragser Dolomiten, wie z. B. zum Seekofel und zur gleichnamigen Hütte, aber auch zur Rossalm oder zum Hochalpenkopf.